# فرودگاه آبی فورت لنگلی
فرودگاه آبی فورت لنگلی (به انگلیسی: Fort Langley Water Aerodrome) یک فرودگاه همگانی است که یک باند فرود آب دارد. این فرودگاه در کشور کانادا قرار دارد و در ارتفاع ۳ متری از سطح دریا واقع شده است.